# عبد الله ياسر
عبد الله عبدو عمر ياسر (ولد في 27 مارس 1988 في المنامة، البحرين) لاعب كرة قدم دولي بحريني يجيد اللعب في مركز الوسط المهاجم وبدرجة أقل الوسط الأيمن والوسط الأيسر. يلعب حاليا لصالح النجمة الذي ينافس في الدوري البحريني الممتاز منذ 2023.

## المسيرة الرياضية

### الأندية
في 1 يوليو 2004 تم تصعيد ياسر (16 سنة) إلى الفريق الأول بنادي الرفاع. في موسمه الأول 2004-2005 وفي بطولة الدوري الممتاز ساهم في تتويج فريقه بالبطولة بعدما تصدر الترتيب بفارق 4 نقاط عن وصيفه المحرق ليحقق ياسر أولى بطولاته مع الأندية. وفي بطولة كأس ملك البحرين ساهم في وصول فريقه إلى الدور النصف النهائي حينها خسر من الشباب 1-3. وفي بطولة كأس ولي العهد ساهم في تتويج فريقه بالبطولة بعدما تغلب في المباراة النهائية على الأهلي 3-1 ليحقق ياسر ثاني بطولاته مع الأندية. وفي بطولة كأس الاتحاد البحريني فشل فريقه في التأهل إلى الدور النصف النهائي بعدما احتل المركز الثاني في المجموعة الثانية بفارق نقطة واحدة عن المتصدر البحرين. وفي بطولة دوري أبطال العرب خرج فريقه من المرحلة الأولى عندما خسر في الدور الأول من الوداد البيضاوي المغربي 1-3 في مجموع المباراتين.
في 1 يوليو 2005 انتقل ياسر (17 سنة) من الرفاع إلى ليدز يونايتد الإنجليزي (دوري البطولة) في صفقة انتقال حر. في موسمه الوحيد 2005-2006 وفي بطولة دوري البطولة ساهم في احتلال فريقه المركز الخامس بفارق 14 نقطة عن صاحب المركز الثاني شيفيلد يونايتد المؤهل مباشرة إلى الدوري الممتاز فانتقل إلى ملحق الصعود حيث فاز في الدور النصف النهائي على بريستون نورث إيند 3-1 في مجموع المباراتين فتأهل إلى المباراة النهائية التي خسرها من واتفورد 0-3. وفي بطولة كأس الاتحاد الإنجليزي خرج فريقه من المرحلة الأولى بعدما خسر في الدور الثالث خسر من ويغان أتلتيك بركلات الترجيح بعد تعادلهما 4-4 في مجموع المباراتين. وفي بطولة كأس رابطة الأندية الإنجليزية المحترفة ساهم في وصول فريقه إلى الدور 32 حينها خسر من بلاكبيرن روفرز 0-3.
في 1 يوليو 2006 انتقل ياسر (18 سنة) من ليدز يونايتد إلى الرفاع البحريني (الدوري الممتاز) في صفقة انتقال حر. في موسمه الثاني 2006-2007 وفي بطولة الدوري الممتاز ساهم في احتلال فريقه المركز الثاني الوصيف بفارق 12 نقطة عن البطل المحرق. وفي بطولة كأس ملك البحرين ساهم في وصول فريقه إلى الدور النصف النهائي حينها خسر من الحالة 2-3. وفي بطولة كأس ولي العهد خرج فريقه من مباراته الأولى عندما خسر في الدور النصف النهائي من النجمة 1-2. وفي بطولة كأس الاتحاد البحريني فشل فريقه في التأهل إلى الدور النصف النهائي بعدما احتل المركز الثاني في المجموعة الثالثة بفارق الأهداف عن المتصدر الرفاع الشرقي. وفي بطولة كأس الخليج للأندية فشل فريقه في التأهل إلى الدور النصف النهائي بعدما احتل المركز الثالث في المجموعة الثالثة بفارق 7 نقاط عن المتصدر السالمية الكويتي.
في موسمه الثالث 2007-2008 وفي بطولة الدوري الممتاز ساهم في احتلال فريقه المركز الرابع بفارق 16 نقطة عن البطل المحرق. وفي بطولة كأس ملك البحرين ساهم في وصول فريقه إلى الدور النصف النهائي حينها خسر من النجمة 0-2. وفي بطولة كأس ولي العهد خرج فريقه من مباراته الأولى عندما خسر في الدور النصف النهائي من المحرق 2-5. وفي بطولة كأس السوبر البحريني خسر فريقه من النجمة 2-3. وفي بطولة دوري أبطال العرب خرج فريقه من المرحلة الأولى عندما خسر في الدور 32 من المريخ السوداني 1-5 في مجموع المباراتين.
في موسمه الرابع 2008-2009 وفي بطولة الدوري الممتاز ساهم في احتلال فريقه المركز الثاني بفارق نقطة واحدة عن البطل المحرق. وفي بطولة كأس ملك البحرين ساهم في وصول فريقه إلى المباراة النهائية حينها خسر من المحرق بركلات الترجيح. وفي بطولة كأس ولي العهد ساهم في وصول فريقه إلى المباراة النهائية حينها خسر من المحرق 0-2. وفي بطولة كأس الاتحاد البحريني ساهم في وصول فريقه إلى الدور النصف النهائي حينها خسر من المحرق بركلات الترجيح.
في موسمه الخامس 2009-2010 وفي بطولة الدوري الممتاز ساهم في احتلال فريقه المركز الثالث بفارق 3 نقاط عن البطل الأهلي. وفي بطولة كأس ملك البحرين ساهم في تتويج فريقه بالبطولة بعدما تغلب في المباراة النهائية على البسيتين 4-0 وليحقق ياسر ثالث بطولاته مع الأندية. وفي بطولة كأس الخليج للأندية فشل فريقه في التأهل إلى الدور النصف النهائي بعدما احتل المركز الثاني في المجموعة الرابعة بفارق 3 نقاط عن المتصدر الوصل الإماراتي. وفي بطولة كأس الاتحاد الآسيوي ساهم في احتلال فريقه المركز الثاني في المجموعة الخامسة خلف الريان القطري ومتفوقا على الوحدات الأردني والنهضة العماني ليتأهل إلى الدور 16 حيث فاز خارج أرضه على جنوب الصين من هونغ كونغ 3-1 ليتأهل إلى الدور الربع النهائي حيث تغلب على إس إتش بي دا نانغ الفيتنامي 8-3 في مجموع المباراتين ليتأهل إلى الدور النصف النهائي حينها خسر من القادسية الكويتي 3-4 في مجموع المباراتين.
في موسمه السادس 2010-2011 وفي بطولة الدوري الممتاز ساهم في احتلال فريقه المركز الثاني بفارق نقطتين عن البطل المحرق. وفي بطولة كأس ملك البحرين خرج فريقه من مباراته الأولى عندما خسر في الدور 16 من الحد 1-3. وفي بطولة كأس الخليج للأندية ساهم في احتلال فريقه المركز الثاني في المجموعة الأولى خلف الشباب الإماراتي ومتفوقا على السالمية الكويتي وبالتالي تأهل إلى الدور الربع النهائي حيث خسر خارج أرضه من كاظمة الكويتي بركلات الترجيح.
في موسمه السابع 2011-2012 وفي بطولة الدوري الممتاز ساهم في تتويج فريقه بالبطولة بعدما تصدر الترتيب بفارق 7 نقاط عن وصيفه المحرق ليحقق ياسر رابع بطولاته مع الأندية. وفي بطولة كأس ملك البحرين ساهم في وصول فريقه إلى المباراة النهائية حينها خسر من المحرق 1-3. وفي بطولة كأس الخليج للأندية ساهم في احتلال فريقه المركز الثاني في المجموعة الرابعة خلف الوصل الإماراتي ومتفوقا على النهضة العماني وبالتالي تأهل إلى الدور الربع النهائي حيث خسر خارج أرضه من العربي الكويتي 1-2.
في موسمه الثامن 2012-2013 وفي بطولة الدوري الممتاز ساهم في احتلال فريقه المركز الرابع بفارق 16 نقطة عن البطل البسيتين. وفي بطولة كأس ملك البحرين ساهم في وصول فريقه إلى المباراة النهائية حينها خسر من المحرق بركلات الترجيح. وفي بطولة كأس الاتحاد الآسيوي ساهم في احتلال فريقه المركز الثاني في المجموعة الأولى خلف الكويت الكويتي ومتفوقا على الصفاء اللبناني وريغار-تاداز تورسونزاده الطاجيكستاني وبالتالي تأهل إلى الدور 16 حيث خسر خارج أرضه من الفيصلي الأردني 1-3.
في موسمه التاسع والأخير 2013-2014 وفي بطولة الدوري الممتاز ساهم في تتويج فريقه بالبطولة بعدما تصدر الترتيب بفارق نقطة واحدة عن وصيفه المنامة ليحقق ياسر خامس بطولاته مع الأندية. وفي بطولة كأس ملك البحرين خرج من مباراته الأولى عندما خسر في الدور 16 من الرفاع الشرقي 0-1. وفي بطولة كأس الاتحاد البحريني ساهم في تتويج فريقه بالبطولة بعدما تغلب في المباراة النهائية على البحرين 2-0 ليحقق ياسر سادس بطولاته مع الأندية. وفي بطولة كأس الاتحاد الآسيوي ساهم في احتلال فريقه المركز الثاني في المجموعة الرابعة خلف أربيل العراقي ومتفوقا على شباب الأردن الأردني وآلاي القيرغيزستاني وبالتالي تأهل إلى الدور 16 حيث خسر خارج أرضه من الكويت الكويتي 0-3.
في 1 يوليو 2014 انتقل ياسر (26 سنة) من الرفاع إلى المحرق البحريني (الدوري الممتاز) في صفقة انتقال حر. في موسمه الأول 2014-2015 وفي بطولة الدوري الممتاز ساهم في تتويج فريقه بالبطولة بعدما تصدر الترتيب بفارق نقطة واحدة عن وصيفه الحد وليحقق ياسر سابع بطولاته مع الأندية. وفي بطولة كأس ملك البحرين ساهم في وصول فريقه إلى الدور النصف النهائي حينها خسر من البسيتين بركلات الترجيح.
في موسمه الثاني 2015-2016 وفي بطولة الدوري الممتاز ساهم في احتلال فريقه المركز الثاني الوصيف بفارق 10 نقاط عن البطل الحد. وفي بطولة كأس ملك البحرين ساهم في تتويج فريقه بالبطولة بعدما تغلب في المباراة النهائية على الرفاع 3-1 وليحقق ياسر ثامن بطولاته مع الأندية. وفي بطولة كأس الاتحاد البحريني فشل فريقه في التأهل إلى الدور النصف النهائي عندما احتل المركز الخامس في المجموعة الأولى بفارق 7 نقاط عن صاحب المركز الثاني الحد. وفي بطولة كأس السوبر البحريني خسر فريقه من الحد بركلات الترجيح. وفي بطولة كأس الاتحاد الآسيوي ساهم في تصدر فريقه المجموعة الرابعة متفوقا على الجيش السوري وأهلي الخليل الفلسطيني وفنجاء العماني ليتأهل إلى الدور 16 حيث تغلب على أرضه على الفيصلي الأردني بهدف نظيف ليتأهل إلى الدور الربع النهائي حينها خسر من العهد اللبناني 0-3 في مجموع المباراتين.
في موسمه الثالث 2016-2017 وفي بطولة الدوري الممتاز ساهم في احتلال فريقه المركز الخامس بفارق 4 نقاط عن البطل المالكية. وفي بطولة كأس ملك البحرين ساهم في وصول فريقه إلى المباراة النهائية حينها خسر من المنامة 1-2. وفي بطولة كأس الاتحاد البحريني فشل فريقه في التأهل إلى الدور النصف النهائي عندما احتل المركز الرابع في المجموعة الأولى بفارق 4 نقاط عن صاحب المركز الثاني البديع. وفي بطولة كأس السوبر البحريني خسر فريقه من الحد 0-1. وفي بطولة كأس الاتحاد الآسيوي فشل فريقه في التأهل إلى الدور النصف النهائي لمنطقة غرب آسيا بعدما احتل المركز الثاني في المجموعة الثالثة بفارق نقطتين عن المتصدر الوحدات الأردني.
في موسمه الرابع 2017-2018 وفي بطولة الدوري الممتاز ساهم في تتويج فريقه بالبطولة بعدما تصدر الترتيب بفارق 15 نقطة عن وصيفه النجمة وليحقق ياسر تاسع بطولاته مع الأندية. وفي بطولة كأس ملك البحرين ساهم في وصول فريقه إلى المباراة النهائية حينها خسر من النجمة بركلات الترجيح. وفي بطولة كأس النخبة البحريني ساهم في وصول فريقه إلى الدور النصف النهائي حينها خسر من الحد 0-2.
في موسمه الخامس 2018-2019 وفي بطولة الدوري الممتاز ساهم في احتلال فريقه المركز الثالث بفارق 9 نقاط عن البطل الرفاع. وفي بطولة كأس ملك البحرين ساهم في وصول فريقه إلى الدور النصف النهائي حينها خسر من الرفاع 1-4 في مجموع المباراتين. وفي بطولة كأس السوبر البحريني ساهم في تتويج فريقه بالبطولة بعدما تغلب على النجمة بركلات الترجيح ليحقق ياسر عاشر بطولاته مع الأندية. وفي بطولة كأس النخبة البحرينية ساهم في تتويج فريقه بالبطولة بعدما تغلب في المباراة النهائية على الحد 4-0 وليحقق ياسر حادي عشر بطولاته مع الأندية. وفي بطولة كأس الاتحاد البحريني فشل فريقه في التأهل إلى الدور النصف النهائي بعدما احتل المركز الثاني في المجموعة الأولى بفارق 5 نقاط عن المتصدر الأهلي. وفي بطولة كأس العرب للأندية الأبطال خرج فريقه من المرحلة الأولى عندما خسر من في الدور 32 من الأهلي السعودي 0-5 في مجموع المباراتين.
في موسمه السادس والأخير 2019-2020 وفي بطولة الدوري الممتاز ساهم في احتلال فريقه المركز الثاني الوصيف بفارق نقطة واحدة عن البطل الحد. وفي بطولة كأس ملك البحرين ساهم في تتويج فريقه بالبطولة بعدما تغلب في المباراة النهائية على الحد 1-0 وليحقق ياسر ثاني عشر بطولاته مع الأندية. وفي بطولة كأس الاتحاد البحريني ساهم في تتويج فريقه بالبطولة بعدما تغلب في المباراة النهائية على البسيتين 4-1 وليحقق ياسر ثالث عشر بطولاته مع الأندية. وفي بطولة كأس العرب للأندية الأبطال ساهم في فوز فريقه في الدور 32 على شباب قسنطينة الجزائري بأفضلية الأهداف خارج الأرض بعد تعادلهما 3-3 في مجموع المباراتين ليتأهل إلى الدور 16 حينها خسر من الاتحاد السكندري المصري 0-3 في مجموع المباراتين.
في 1 نوفمبر 2020 انتقل ياسر (32 سنة) من المحرق إلى الحد البحريني (الدوري الممتاز) في صفقة انتقال حر. في موسمه الوحيد 2020-2021 وفي بطولة الدوري الممتاز ساهم في احتلال فريقه المركز الخامس بفارق 18 نقطة عن البطل الرفاع. وفي بطولة كأس ملك البحرين ساهم في وصول فريقه إلى الدور النصف النهائي حينها خسر من الأهلي بركلات الترجيح. وفي بطولة كأس الاتحاد البحريني فشل فريقه في التأهل إلى الدور النصف النهائي بعدما احتل المركز الرابع في المجموعة الأولى بفارق 6 نقاط عن المتصدر الرفاع الشرقي. وفي بطولة كأس الاتحاد الآسيوي فشل فريقه في التأهل إلى الدور النصف النهائي لغرب آسيا بعدما احتل المركز الثالث الأخير في المجموعة الأولى بفارق 3 نقاط عن المتصدر العهد اللبناني.
في 1 يوليو 2021 انتقل ياسر (33 سنة) من الحد إلى الرفاع الشرقي البحريني (الدوري الممتاز) في صفقة انتقال حر. في موسمه الوحيد 2021-2022 وفي بطولة الدوري الممتاز ساهم في احتلال فريقه المركز السابع بفارق 7 نقاط عن منطقة الهبوط. وفي بطولة كأس ملك البحرين ساهم في وصول فريقه إلى المباراة النهائية حينها خسر من الخالدية بركلات الترجيح. وفي بطولة كأس الاتحاد البحريني فشل فريقه في التأهل إلى الدور النصف النهائي. وفي بطولة كأس السوبر البحريني خسر فريقه من الرفاع بركلات الترجيح.
في 1 يوليو 2022 انتقل ياسر (34 سنة) من الرفاع الشرقي إلى المنامة البحريني (الدوري الممتاز) في صفقة انتقال حر. في موسمه الوحيد 2021-2022 وفي بطولة الدوري الممتاز ساهم في احتلال فريقه المركز الثاني الوصيف بفارق نقطة واحدة عن البطل الخالدية. وفي بطولة كأس ملك البحرين ساهم في وصول فريقه إلى الدور النصف النهائي حينها خسر من الحالة 1-2. وفي بطولة كأس الاتحاد البحريني فشل فريقه في التأهل إلى الدور النصف النهائي بعدما احتل المركز الثاني في المجموعة الثانية بفارق نقطة واحدة عن المتصدر الأهلي. وفي بطولة كأس العرب للأندية الأبطال خرج فريقه من المرحلة الأولى عندما خسر في الدور التمهيدي الأول من الهلال السوداني 2-4 في مجموع المباراتين.
في 17 أغسطس 2023 انتقل ياسر (35 سنة) من المنامة إلى النجمة البحريني (الدوري الممتاز) في صفقة انتقال حر.

### المنتخبات
في 4 أكتوبر 2007 قرر المدرب التشيكي ميلان ماتشالا استدعاء ياسر (19 سنة) للمشاركة في أولى مبارياته الدولية مع البحرين وكانت أمام سنغافورة وديا وانتهت المباراة بفوز البحرين 3-1.
جدد ماتشالا استدعاء ياسر للانضمام إلى تشكيلة البحرين المشارك في بطولة كأس الخليج العربي 19 في عمان وفي المباراة الأولى في دور المجموعات أمام العراق سجل ياسر هدفه الدولي الأول وساهم في فوز البحرين 3-1 ثم خسارة في المباراة الثانية أمام الكويت التي انتهت بخسارة البحرين 0-1 وفي نهاية المطاف فشل البحرين في التأهل إلى الدور النصف النهائي بعدما احتل المركز الثالث في المجموعة الأولى.
كرر ماتشالا استدعاء ياسر للمشاركة في تصفيات كأس آسيا 2011 ولعب مباراة واحدة عندما دخل بديلا مكان زميله جمال راشد في مباراة هونغ كونغ التي انتهت بفوز البحرين 3-1 وليحتل البحرين في نهاية المطاف وصافة المجموعة الأولى ويتأهل إلى نهائيات البطولة.
بعد غيابه عن المشاركة في المرحلتين الأولى والثالثة قرر ماتشالا استدعاء ياسر للمشاركة في المرحلة الرابعة في تصفيات آسيا لكأس العالم 2010 حيث لعب نصف مباريات المرحلة وكان أن دخل بديلا أمام أوزبكستان التي فاز بها البحرين 1-0 واليابان التي خسرها البحرين 0-1 ثم لعب أساسيا أمام أستراليا التي خسرها البحرين 0-2 ثم أمام أوزبكستان التي انتصر بها البحرين بهدف نظيف ليحتل البحرين المركز الثالث في المجموعة الأولى بفارق 5 نقاط عن صاحب المركز الثاني اليابان الذي تأهل مباشرة إلى بطولة كأس العالم بينما انتقل البحرين إلى المرحلة الخامسة لمواجهة السعودية ولكن ياسر لم يتم استدعائه وفي هذا الملحق الآسيوي انتصر البحرين بفارق الأهداف خارج الأرض بعد التعادل 2-2 في مجموع المباراتين لينتقل البحرين إلى الملحق القاري حيث واجه البحرين نيوزيلندا وشارك ياسر في مباراة الذهاب التي انتهت بالتعادل السلبي بدون أهداف بينما غاب عن مباراة الإياب التي خسرها البحرين بهدف نظيف.
بعد غياب 4 سنوات من 2009 إلى 2013 قرر المدرب الإنجليزي الجديد أنتوني هدسون استدعاء ياسر للمشاركة مع البحرين في تصفيات كأس آسيا 2015 وشارك ياسر في مباراتين وهما الفوز على اليمن 2-0 والتعادل مع قطر سلبيا بدون أهداف ليحتل البحرين في نهاية المطاف صدارة المجموعة الرابعة ويتأهل إلى نهائيات البطولة.
جدد هدسون استدعاء ياسر للمشاركة في بطولة اتحاد غرب آسيا لكرة القدم 2014 في قطر حيث ساهم في التعادل مع العراق وعمان سلبيا ليتصدر البحرين المجموعة الثانية بالقرعة ويتأهل إلى الدور النصف النهائي التي خسرها البحرين من الأردن 0-1 لينتقل البحرين للعب على تحديد صاحب المركز الثالث واستطاع البحرين الفوز على الكويت بركلات الترجيح ليحتل البحرين في نهاية المطاف المركز الثالث في البطولة.
قرر المدرب العراقي عدنان حمد استدعاء ياسر للمشاركة مع البحرين في بطولة كأس الخليج العربي 22 في السعودية حيث لعب مباراتين بديلا في الخسارة من السعودية المستضيف 0-3 وأساسيا أمام قطر التي انتهت بالتعادل السلبي بدون أهداف ليفشل البحرين في التأهل إلى الدور النصف النهائي بعدما احتل المركز الرابع الأخير بفارق نقطة واحدة عن صاحب المركز الثاني قطر.
قرر المدرب البحريني مرجان عيد استدعاء ياسر للمشاركة في بطولة كأس آسيا 2015 في أستراليا وشارك بديلا في مباراة واحدة التي انتهت بفوز البحرين على قطر 2-1 ليفشل البحرين في التأهل إلى الدور الربع النهائي بعدما احتل المركز الثالث بفارق 3 نقاط عن صاحب المركز الثاني الإمارات.
قرر المدرب الأرجنتيني سيرخيو باتيستا استدعاء ياسر للمشاركة في تصفيات كأس العالم 2018 – آسيا المرحلة الثانية حيث شارك في 4 مباريات وساهم في الفوز على اليمن والفلبين والخسارة من الفلبين وكوريا الشمالية ليفشل البحرين في التأهل إلى المرحلة الثالثة بعدما احتل المركز الرابع في المجموعة الثامنة بفارق 12 نقطة عن المتصدر أوزبكستان وفشل أيضا في التأهل مباشرة إلى نهائيات بطولة كأس آسيا 2019 وانتقل للعب في تصفيات كأس آسيا 2019 – المرحلة الثالثة.
قرر المدرب التشيكي الجديد للبحرين ميروسلاف سوكوب استدعاء ياسر للانضمام إلى تشكيلة البحرين المشارك في تصفيات كأس آسيا 2019 – المرحلة الثالثة ولعب ياسر جميع المباريات الست مسجلا هدفين (كلاهما على تركمانستان مناصفة بين مباراتي الذهاب والإياب وكذلك يعتبر آخر هدف دولي له) وساهم في فوز البحرين على تركمانستان مرتين وتايوان وسنغافورة والتعادل مع سنغافورة والخسارة من تايوان ليتصدر البحرين المجموعة الخامسة وبالتالي التأهل إلى نهائيات البطولة.
جدد سوكوب استدعاء ياسر للانضمام إلى تشكيلة البحرين المشارك في بطولة كأس الخليج العربي 23 في الكويت حيث لعب ياسر جميع المباريات في دور المجموعات بديلا وساهم في احتلال البحرين المركز الثاني في المجموعة الثانية من خلال الفوز على اليمن 1-0 والتعادل مع العراق وقطر بنفس النتيجة 1-1 والتأهل إلى الدور النصف النهائي عندما لعب أساسيا أمام عمان في المباراة التي انتهت بخسارة البحرين بهدف نظيف.
في 16 أكتوبر 2018 لعب ياسر (30 سنة) آخر مباراة دولية له مع البحرين وكانت أمام ميانمار وديا التي انتهت بفوز البحرين 4-1.

## الإنجازات
- الرفاع (6)
  - الدوري البحريني الممتاز (3): 2005/2004، 2012/2011، 2014/2013
  - كأس ملك البحرين (1): 2010/2009
  - كأس ولي العهد البحريني (1): 2005/2004
  - كأس الاتحاد البحريني (1): 2014/2013
- المحرق (7)
  - الدوري البحريني الممتاز (2): 2015/2014 - 2018/2017
  - كأس ملك البحرين (2): 2016/2015 - 2020/2019
  - كأس السوبر البحريني (1): 2018
  - كأس النخبة البحريني (1): 2018/2017
  - كأس الاتحاد البحريني (1): 2020/2019

## روابط خارجية
- عبد الله ياسر على موقع ناشيونال فوتبول تيمز (الإنجليزية)